# منوچهر آریان‌پور کاشانی

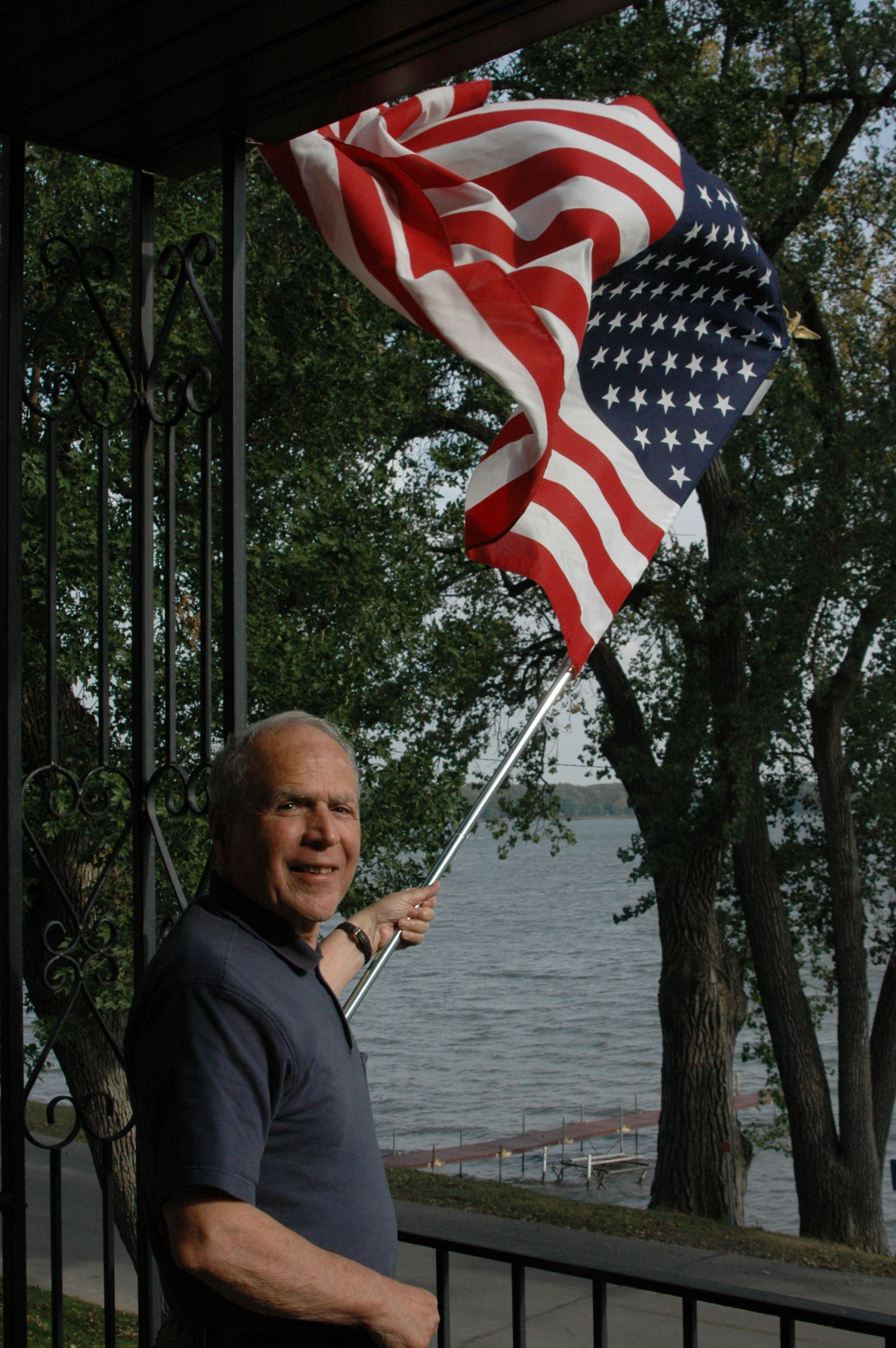
منوچهر آریان‌پور کاشانی در استورم لیک - ۲۰۰۹

منوچهر آریان‌پور کاشانی (۷ شهریور ۱۳۰۸ – ۶ دی ۱۴۰۰) مترجم و فرهنگ‌نویس ایرانی بود. او فرزند عباس آریان‌پور کاشانی است.

## زندگی
منوچهر آریان پور در هفتم شهریور ماه سال ۱۳۰۸ در کاشان به دنیا آمد. او در سال ۱۹۵۸ با نگارش رساله‌ای دربارهٔ والتر رالی از دانشگاه کلرادو دکترا گرفت و پس از فارغ‌التحصیلی در دانشگاه‌های آمریکا به تدریس پرداخت. وی در سال ۱۳۴۸ به همراه پدرش مدرسه عالی ترجمه را در ایران بنیان گذاشت که در همان سال، نخستین دوره دانشجویان در آن مشغول به تحصیل شدند. این مدرسه، دانشجویانی را در رشته‌های مختلف ترجمه تربیت کرد.
منوچهر آریان‌پور کاشانی در سال‌های آغازین دهه ۱۳۵۰ به کمک دانشجویان و برخی استادان همان مدرسه عالی کار تألیف فرهنگ آریان‌پور را آغاز کرد که ثمره آن انواع لغت‌نامه‌های فارسی به انگلیسی و انگلیسی به فارسی است. او علاوه بر فرهنگ لغت آثار دیگری نیز تألیف و ترجمه کرده‌است. یکی از این آثار «دستور زبان و آیین نگارش انگلیسی پیشرو» نام دارد.
منوچهر آریان‌پور ۶ دی ۱۴۰۰ در سن ۹۲ سالگی در آمریکا درگذشت.

## آثار
برخی از آثار وی عبارت است از:
- مجموعه کتاب‌های فرهنگ پیشرو آریان پور مشتمل بر فرهنگ‌های هفت جلدی انگلیسی به فارسی، چهار جلدی فارسی به انگلیسی، دو جلدی گسترده، یک جلدی فراگیر، همراه و همسفر و هدیه
- فرهنگ فارسی آموز پیشرو آریان پور
- فرهنگ زود آموز پیشرو آریان پور
- فرهنگ دبیرستانی پیشرو آریان پور
- راهنمای واژه‌سازی پیشرو آریان پور
- دستور زبان و آیین نگارش انگلیسی پیشرو آریان پور
- واژه‌های فارسی در زبان انگلیسی (سیری در واج ریشه‌شناسی).
- فرهنگ بزرگ یک جلدی فارسی به فارسی پیشرو آریان پور.
- فرهنگ ریشه‌های هندواروپایی زبان فارسی